# Zimándújfalu község
Zimándújfalu község (románul: Comuna Zimandu Nou) község Arad megyében, Romániában. Központja Zimándújfalu, beosztott falvai Zimándköz, Ötvenespuszta.

## Népessége
A 2011-es népszámlálás adatai alapján a község népessége 4657 fő volt.